# Elizabethtown (pel·lícula)
Elizabethtown és una pel·lícula estatunidenca dirigida per Cameron Crowe, estrenada el 2005.
L'argument d'aquesta comèdia dramàtica gira entorn del personatge de Drew Baylor un dissenyador de vambes que acaba de comercialitzar la sabata revolucionària, però és un fiasco. La seva vida professional s'acaba i ell que ho havia apostat tot se sent perdut. Havia previst suïcidar-se amb una màquina que ha construït en cas que la seva sabata fos un fiasco però res no passa com estava previst quan la seva germana el crida per anunciar-li la mort del seu pare, d'una crisi cardíaca mentre que es trobava a Elizabethtown, a Kentucky. Hi va per arreglar els detalls de les exèquies. És per a ell el començament d'un viatge iniciàtic on coneix Claire, una jove hostessa que l'ajudarà a reprendre el gust per la vida.

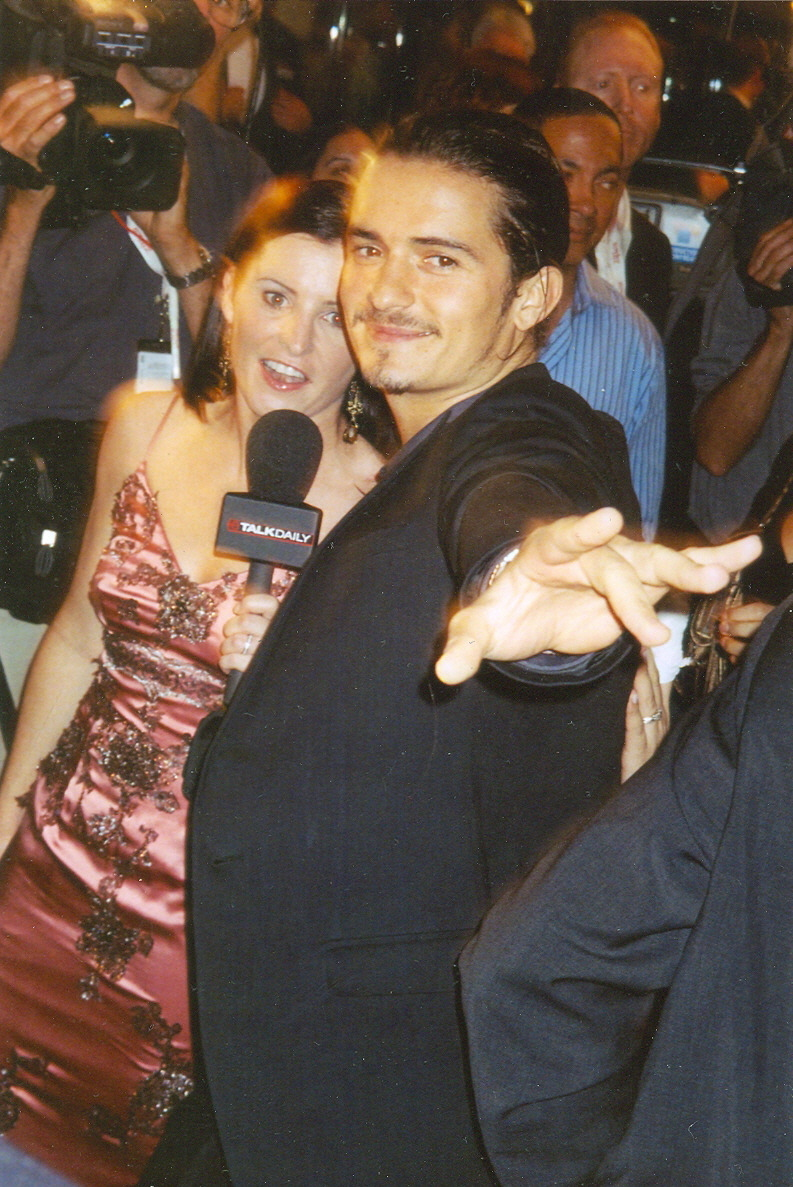
Orlando Bloom en la promoció de la pel·lícula el 2005 al Festival Internacional de Cinema de Toronto